# Матракчі Насух
Насух бін Карагез бін Абдуллах ель-Боснаві, більш відомий як Матракчі Насух або Насух ель-силах (тур. Nasuh bin Karagöz bin Abdullah el-Bosnavî; 1480, Сараєво або Високо — 1564) — османський учений, історик, мініатюрист, боснійського походження.

## Біографія
Традиційно вважається, що Насух був родом із Сараєво, проте існує й інша версія, яка говорить, що він народився у Високо. У дитячому віці Насух, який походив з мусульманської родини, потрапив до столиці по девшірме (у виняткових випадках девшірме поширювалося не лише на боснійців-християн, але і на місцевих мусульман), де й відслужив кілька років в піхотному корпусі яничарів. Тут він досконало опанував навички фехтування та стрільби. Матракчі відрізнявся інтелектом, а знання п'яти мов допомогло йому потрапити на флот після навчання в школі Ендеруне.
Своє прізвисько «Матракчі» або «Матракі» Насух отримав на честь контактної гри — боїв на матраках, якою він був захоплений і яку, як стверджується, сам же і винайшов. Як вважають вчені, гра стала синтезом древніх східних бойових мистецтв. В матрак протягом століть грали не тільки солдати, але і самі султани. В XIX столітті гра втратила свою популярність через нововведення в правилах, але згодом була відновлена у XXI столітті і офіційно зареєстрована як спортивне єдиноборство у 2010 році.
Насух був відмінним солдатом і зброярем. Ба більше, він викладав у Ендеруне бойові мистецтва. Він і його учні продемонстрували свої вміння на святі на честь сюннету синів Сулеймана I. Виступ був успішним, і Насух отримав від султана почесне звання «Устад Реіс» («головний майстер»). 
Насух написав книгу про використання різних видів зброї і військ в боях, яку назвав «Тухфет-уль Гузат».
Перу Матракчі також належать «Меджмуатю'т-Теварі» і «Сулейманнаме», що охоплюють період історії з 1520 по 1543 роки. Крім того, він написав дві книги про історію походів Сулеймана Кануні під назвою «Бейя-и Меназіл-і Сефер-іль Іракейн» і «Фетіхнаме-і Карабугдан».

## Математика
Після тривалого періоду досліджень з математики і геометрії, Матракчі написав дві праці: «Джемалю'ль-Кюттаб» та «Кемалю'ль-Хісаб», які представив османському султану Селіму | Явузу. Довгі роки ці дві книги, а також «Умдетю'ль-Хісаб», використовувалися як довідники при навчанні в Ендеруне.
Недавні дослідження показали, що в книзі «Умдетю'ль-Хісаб» Матракчі описує оригінальні методи множення. Одним із значних методів, відображених у цій книзі, є «метод решітки», який використовували в Ендеруне майже на 50 років раніше, ніж його ввів в Європі Джон Непер.

## Мистецтво
Крім робіт з історії та математики, Насух знаменитий своїми мініатюрами. Він створив натуралістичний стиль, який зосереджений на панорамному вигляді, з найбільш детальним відображенням деталей (його найвідоміша робота - «мініатюра Стамбула» - відображає практично кожну вулицю і будівля, що перебуває на ній). У мистецтві османської мініатюри такий стиль був названий «стилем Матракчі». 
Найбільш важливою з його чотирьох історичних томів мініатюр є одна, пов'язана з першою Ірано-Іракської кампанією Сулеймана I в 1534-1535 роках, під час якої Насух написав історичну роботу «Фетіхнаме-і Карабугдан». Крім ілюстрацій маршу османської армії зі Стамбула в Багдад, а потім в Тебріз, і її повернення через Халеб і Ескішехір, Насух також включив до неї зображення всіх міст, які зустрілися по шляху армії. Бібліотека Стамбульського університету має єдину копію цієї роботи.